# ليليا نوروتدينوفا
ليليا فواتوفنا نوروتدينوفا (الروسية: Лилия Фоатовна Нурутдинова) (من مواليد 15 ديسمبر 1963) هي عداءة متقاعدة للمسافات المتوسطة من الاتحاد السوفيتي والفريق الموحد في الألعاب الأولمبية.
كان أعظم إنجاز لها هو الميدالية الفضية الأولمبية لعام 1992 عندما ركضت في سباق 800 متر في 1:55.99 دقيقة، أفضل وقت لها شخصيًا. لقد بدت وكأنها قد فازت بالسباق، لكنها ابتعدت عن الرصيف الممتد متعبةً، ومرت بجانبها من الداخل الحائزة على الميدالية الذهبية إلين فان لانغن على بعد 50 مترًا من خط النهاية. وهي أيضًا بطلة العالم في سباق 800 متر عام 1991 حيث تفوقت على آنا كويروت وإيلا كوفاكس وماريا موتولا في النهاية التي شهدت سقوط كوفاكس، وتكدس النساء معًا، وتفصل بين المراكز الأربعة الأولى أقل من عشرين ثانية. ولدت في نابريجنيي تشلني بجمهورية التتار الاشتراكية السوفيتية المتمتعة بالحكم الذاتي .

## حظر المنشطات
في بطولة العالم لألعاب القوى لعام 1993، أثبتت تحاليل  نوروتدينوفا أنها إيجابية بالنسبة للستيرويد المنشط ستانوزولول [الإنجليزية]، واستبعدت لاحقًا ومُنعت من ممارسة الرياضة لمدة 4 سنوات. تقاعدت من الرياضة بعد ذلك مباشرة.

## مسابقات دولية
| العام                  | المسابقة                                      | المكان                  | المركز                 | ملاحظة                       |                        |
| تمثيل الاتحاد السوفيتي | تمثيل الاتحاد السوفيتي                        | تمثيل الاتحاد السوفيتي  | تمثيل الاتحاد السوفيتي | تمثيل الاتحاد السوفيتي       | تمثيل الاتحاد السوفيتي |
| ---------------------- | --------------------------------------------- | ----------------------- | ---------------------- | ---------------------------- | ---------------------- |
| 1990                   | ألعاب القوى في ألعاب غودويل 1990 ‏             | سياتل، الولايات المتحدة | 2nd                    | 800 م                        | 1:57.52                |
| 1990                   | البطولة الأوروبية                             | سبليت، يوغوسلافيا       | 3rd                    | 800 م ‏                       |                        |
| 1991                   | بطولة العالم                                  | طوكيو، اليابان          | 1st                    | 800 م [الإنجليزية]           |                        |
| تمثيل الفريق الموحد    |                                               |                         |                        |                              |                        |
| 1992                   | ألعاب القوى في الألعاب الأولمبية الصيفية 1992 | برشلونة، إسبانيا        | الثاني                 | 800 م [الإنجليزية]           |                        |
| 1992                   | ألعاب القوى في الألعاب الأولمبية الصيفية 1992 | برشلونة، إسبانيا        | الأول                  | 4 × 400 م تتابع [الإنجليزية] |                        |
| تمثيل روسيا            |                                               |                         |                        |                              |                        |
| 1993                   | بطولة العالم لألعاب القوى 1993                | شتوتغارت، ألمانيا       | DQ (7th)               | 800 م [الإنجليزية]           | منشطات                 |

## روابط خارجية
- ليليا نوروتدينوفا على موقع الاتحاد الدولي لألعاب القوى (الإنجليزية)
- ليليا نوروتدينوفا على موقع اللجنة الأولمبية الدولية (الإنجليزية)
- ليليا نوروتدينوفا على موقع أوليمبيديا (الإنجليزية)
- ليليا نوروتدينوفا في databaseOlympics.com على موقع واي باك مشين (نسخة محفوظة February 10, 2007)
- ليليا نوروتدينوفا  على موقع اللجنة الأولمبية الدولية
- نبذة عن ليليا نوروتدينوفا  على موقع الاتحاد الدولي لألعاب القوى